# Toward Point
Toward Point är en udde i Storbritannien.   Den ligger i riksdelen Skottland, i den nordvästra delen av landet, 600 km nordväst om huvudstaden London.
Terrängen inåt land är kuperad norrut, men söderut är den platt. Havet är nära Toward Point åt sydost.  Närmaste större samhälle är Greenock, 17,6 km nordost om Toward Point. 